# Pewee Valley
Pewee Valley és una població dels Estats Units a l'estat de Kentucky. Segons el cens del 2000 tenia 1.436 habitants.

## Demografia
Segons el cens del 2000, Pewee Valley tenia 1.436 habitants, 484 habitatges, i 394 famílies. La densitat de població era de 294,9 habitants/km².
Dels 484 habitatges en un 33,7% hi vivien nens de menys de 18 anys, en un 73,3% hi vivien parelles casades, en un 6,4% dones solteres, i en un 18,4% no eren unitats familiars. En el 15,7% dels habitatges hi vivien persones soles el 7,9% de les quals corresponia a persones de 65 anys o més que vivien soles. El nombre mitjà de persones vivint en cada habitatge era de 2,71 i el nombre mitjà de persones que vivien en cada família era de 3,04.
Per edats la població es repartia de la següent manera: un 23,6% tenia menys de 18 anys, un 4,9% entre 18 i 24, un 20,3% entre 25 i 44, un 31% de 45 a 60 i un 20,2% 65 anys o més.
L'edat mediana era de 46 anys. Per cada 100 dones de 18 o més anys hi havia 82,5 homes.
La renda mediana per habitatge era de 71.625 $ i la renda mediana per família de 81.639 $. Els homes tenien una renda mediana de 65.556 $ mentre que les dones 33.571 $. La renda per capita de la població era de 31.845 $. Entorn del 2% de les famílies i el 3,8% de la població estaven per davall del llindar de pobresa.

## Poblacions més properes
El següent diagrama mostra les poblacions més properes.